# Sint-Theklakapel
De Sint-Theklakapel (Duits: St. Thekla) is een rooms-katholieke filiaalkerk in de Duitse plaats Trittscheid in de Landkreis Vulkaneifel, gelegen aan de Kirchweg. De huidige kapel stamt uit 1958 en verving een oudere kapel uit 1774. Het valt onder de parochie van Üdersdorf binnen de parochiegemeenschap Daun. Naast de kapel bevindt zich een kerkhof.

## Geschiedenis
In 1774 werd in de kleine plaats Trittscheid een eerste kapel gebouwd, behorende tot de parochie van Mehren. Bij een reorganisatie van het bisdom Trier in 1803 kwam deze kapel binnen de nieuwe parochie van Üdersdorf te liggen. In 1958 werd begonnen met de bouw van een vervangende kapel welke in 1959 op het feest van de parochieheilige Thekla, op 23 september, werd ingezegend. De oude kapel werd afgebroken.

## Gebouw en inventaris
De huidige kapel is ontworpen in een traditionele lokale bouwstijl, met een massieve toren, een relatief laag schip en kleine boogvensters. De muren, opgemetseld met breuksteen, zijn afgewerkt met een witte pleisterlaag. In de toren hangen drie luidklokken, twee afkomstig uit 1961 en een zogeheten gravenklok uit 1650. Deze oudere klok hing oorspronkelijk in de kapel van de Nederburcht in het nabijgelegen Manderscheid. In 1673 werd deze burcht in brand geschoten door Franse troepen waarna de burcht en kapel in verval raakten. De klok werd daarom verplaatst naar de kerk van Buchholz. Toen daar in 1857 een nieuwe klok werd gekocht, kon de oude gravenklok worden overgebracht naar Trittscheid.

In de kerk bevinden zich een volksaltaar, een houten kruis en vier gepolychromeerde heiligenbeelden. De zes gebrandschilderde ramen zijn in 1958 vervaardigd door Jakob Schwarzkopf. Vijf hiervan bevinden zich in de schipvensters en vertonen afbeeldingen van heiligen. Het zesde koorvenster is ornamentiek van aard.

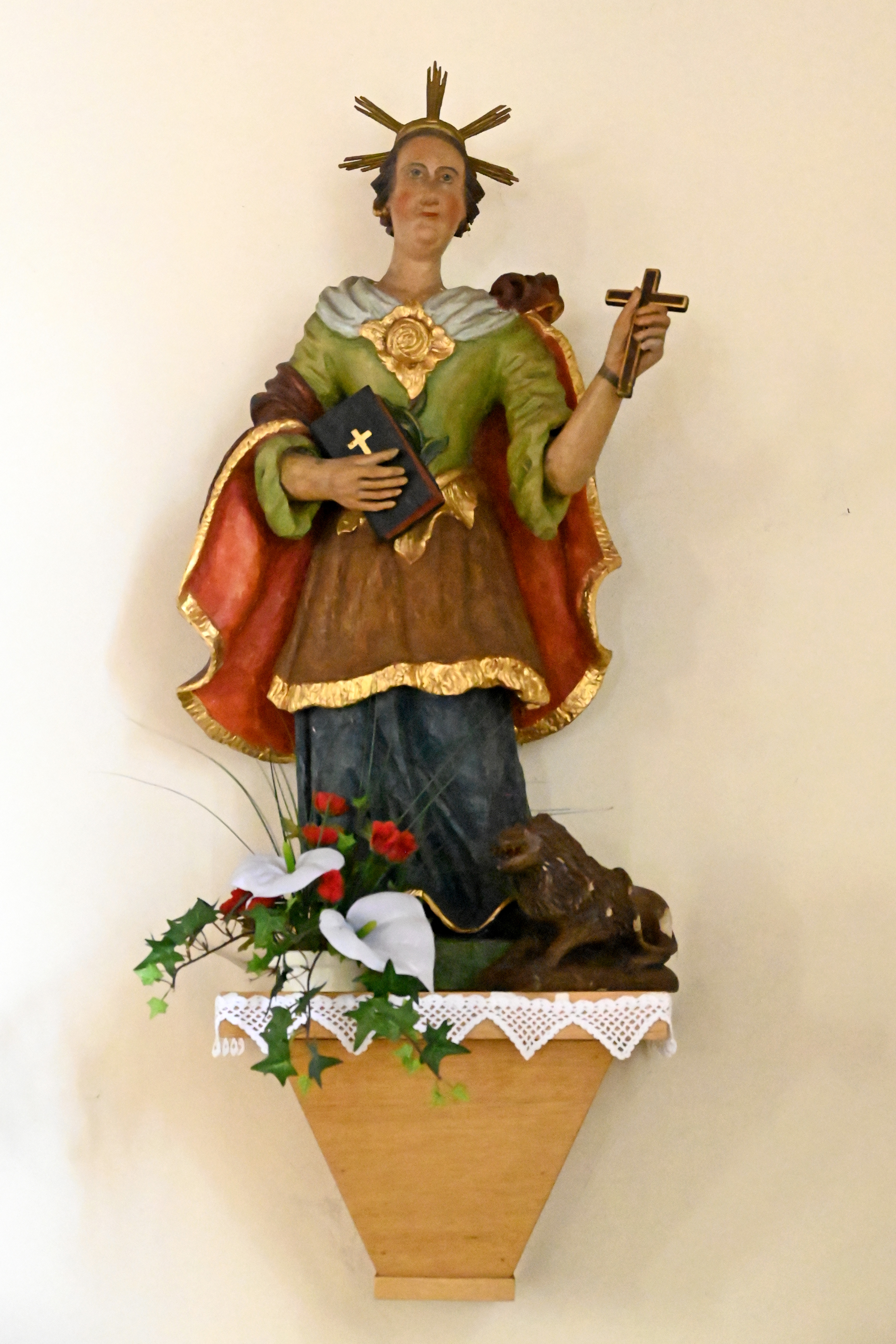
Beeld van Sint-Thekla.
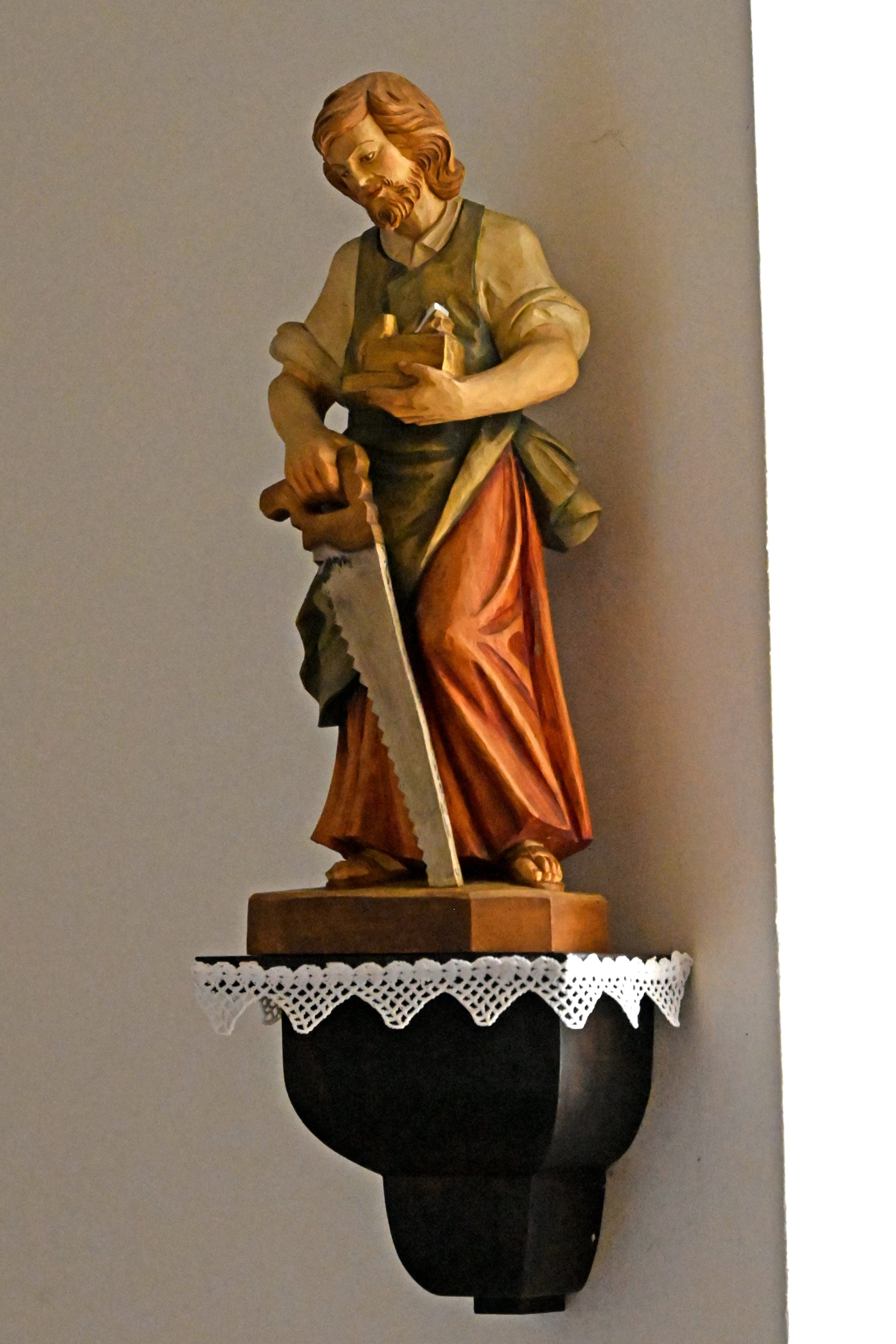
Beeld van Sint-Jozef.
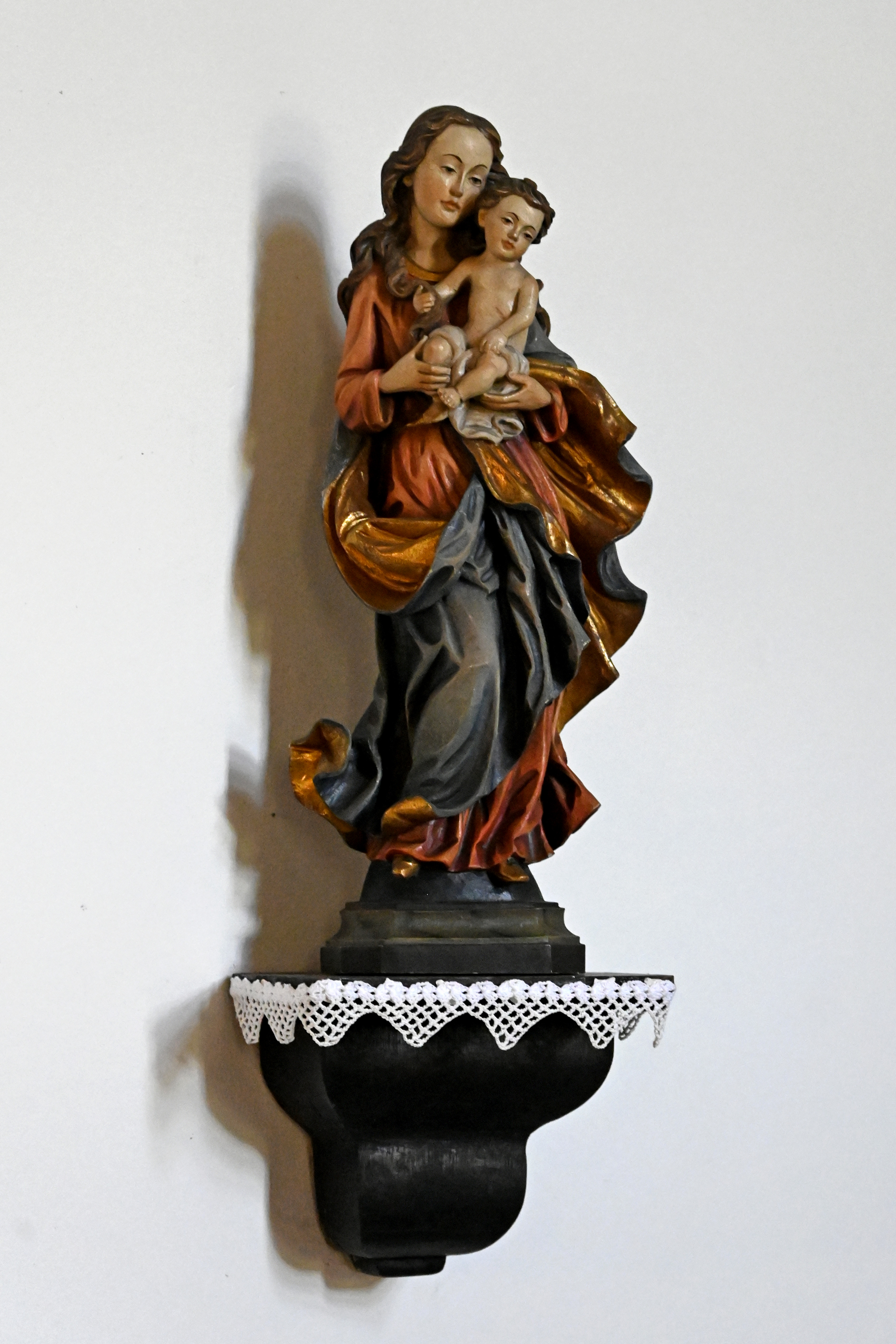
Beeld van Maria met het kind Jezus.
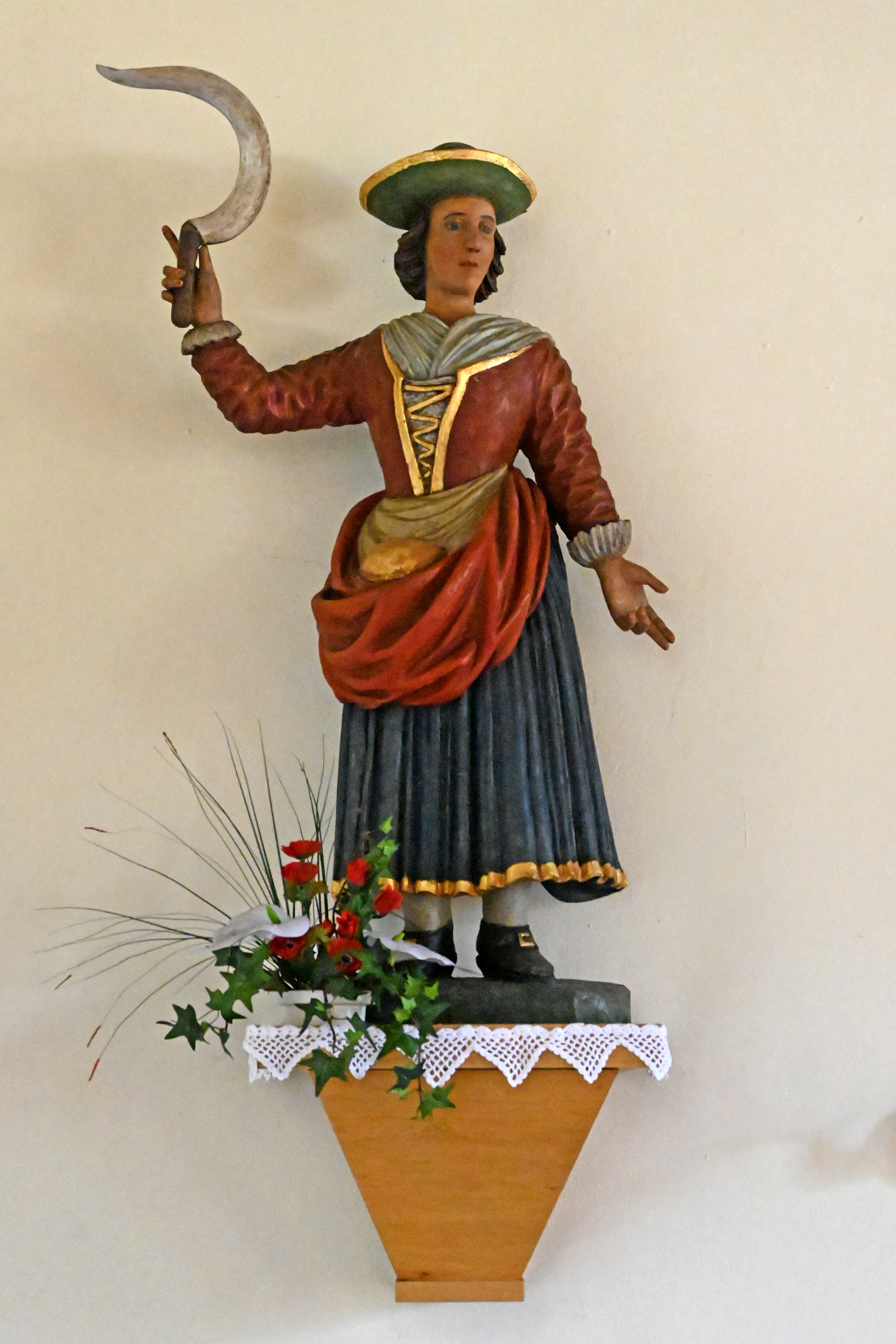
Beeld van Sint-Notburga van Eben.
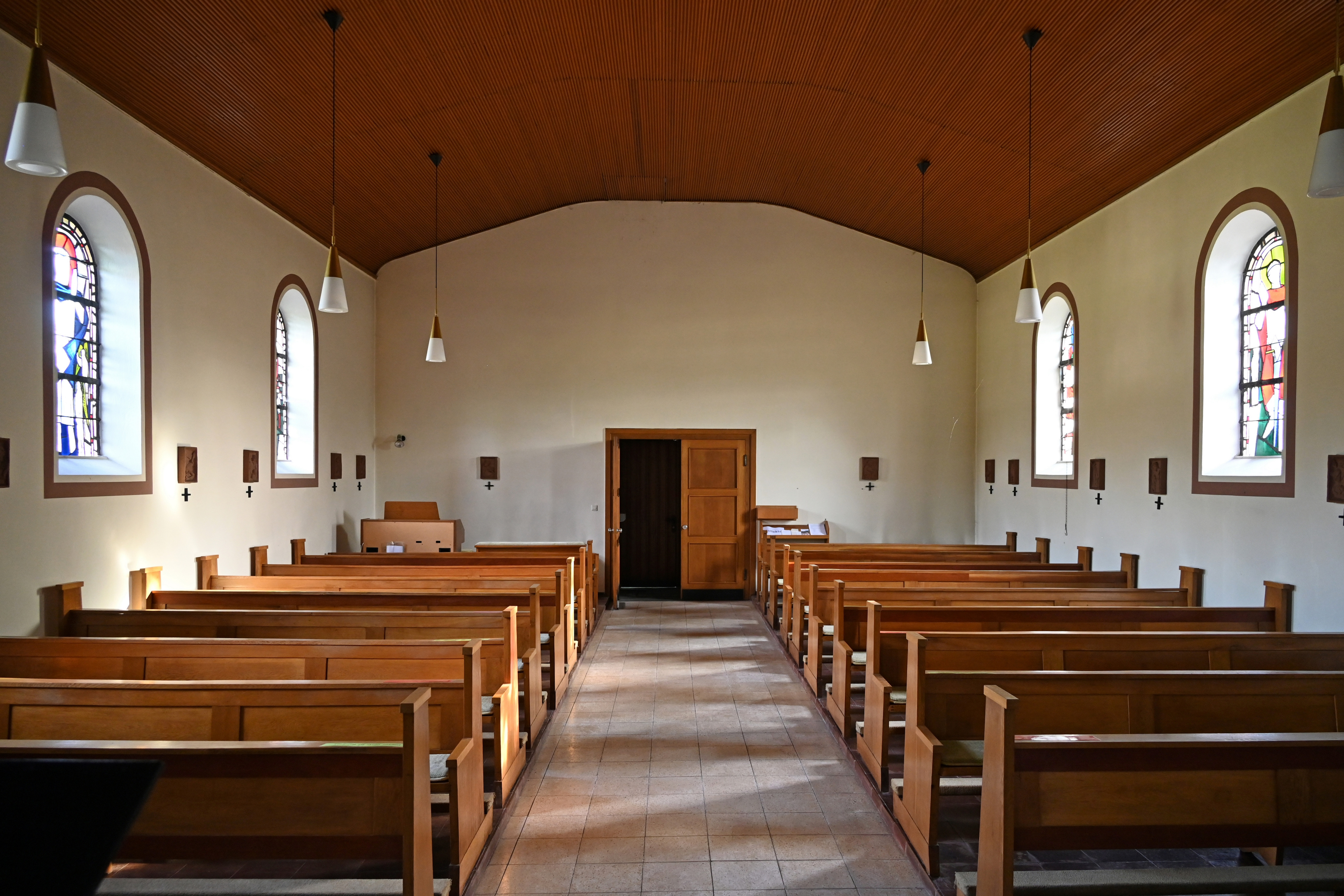
Het schip, gezien richting de ingang onder de toren.
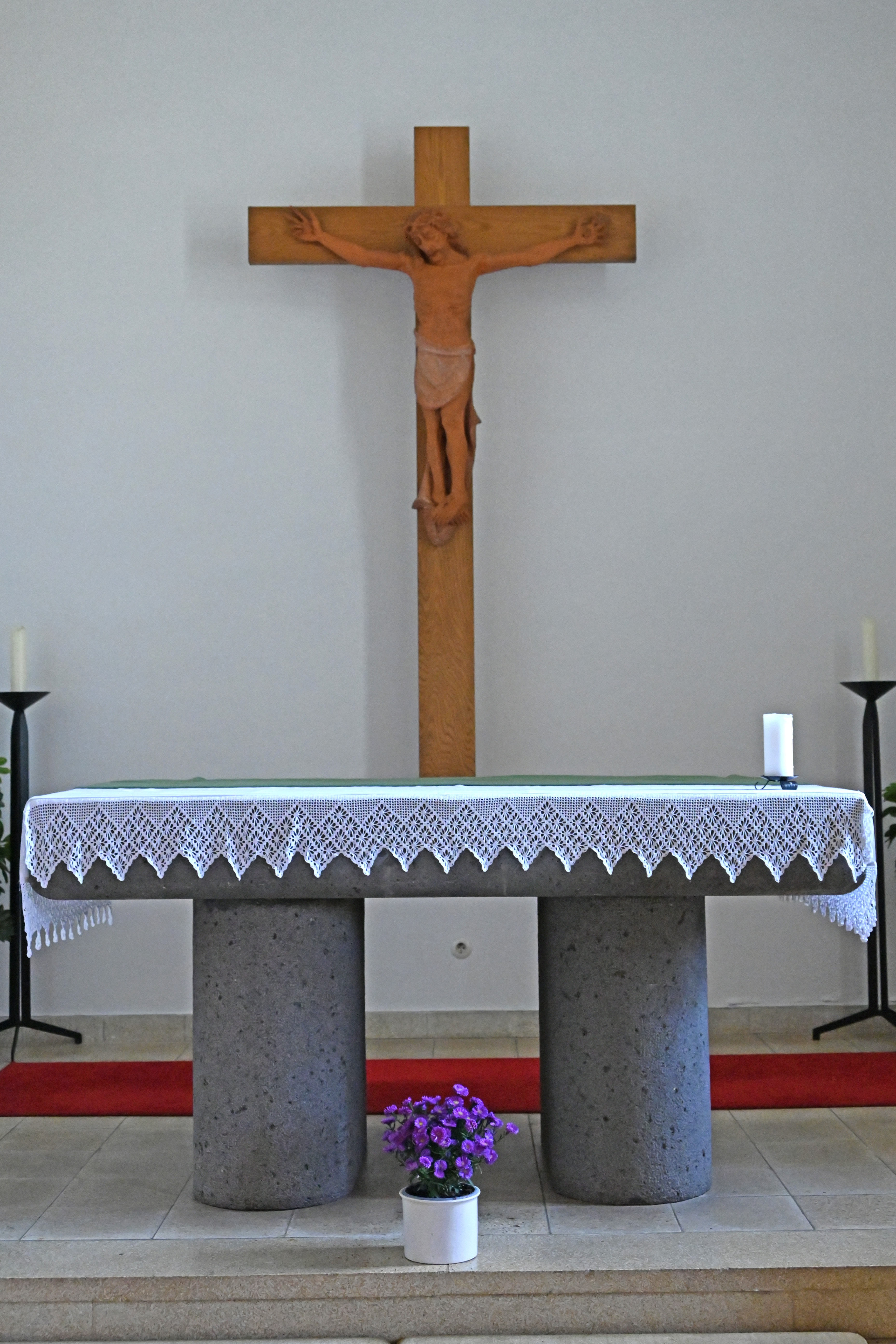
Zicht op het volksaltaar en het houten kruis aan de muur.